# 食物

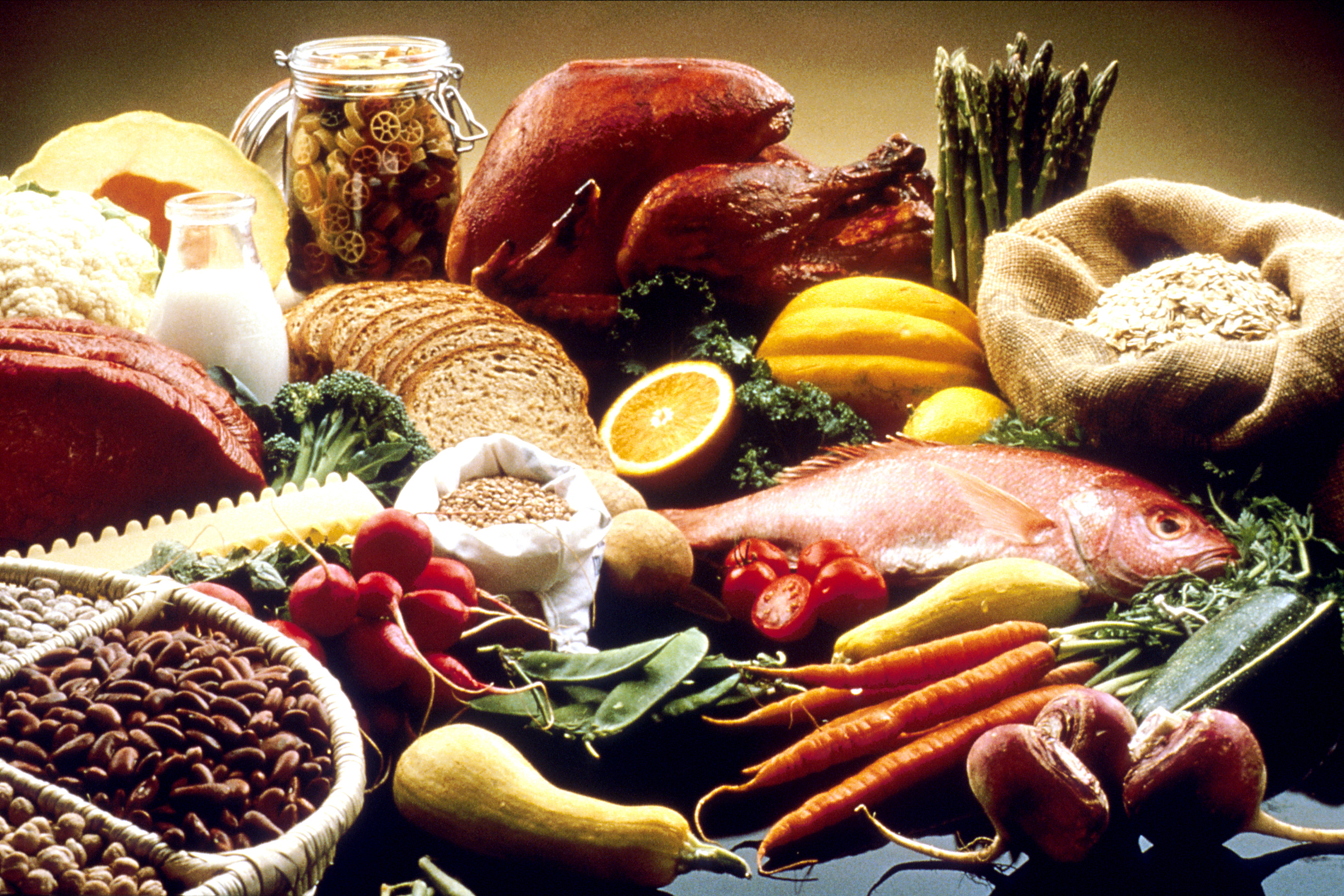
各類食物

食物是為生物提供營養的物質，來源通常是植物、動物、菌類，包含著維生所需的營養素，如碳水化合物、脂肪、蛋白質、水等，能夠藉由進食為生物提供營養、維持生命或愉悅的物質。生物攝取食物後，被生物的細胞同化，提供能量，維持生命及刺激成長。
在歷史上，人類主要是透過狩獵、採集及耕種三種方式獲得食物，其餘的還有畜牧、釣魚等。現在日益增加的世界人口中，大部份需要的食物熱量是由食品产业提供。
有許多機構在監控食品衛生及食品安全，包括国际食品保护协会、世界资源研究所、世界糧食計劃署、聯合國糧食及農業組織、国际食品信息理事会以及亞太無添加餐飲食品發展促進會。他們關注的議題包括可持續性、生物多樣性、氣候變化、营养人类学、人口自然增长率、供水、食品製造技術改善及食品安全。
食物權是經濟、社會及文化權利國際公約（ICESCR）提出的人权之一  ， 認可「有適當生活水平的權利，包括適當的食物」也就是「免於飢餓的自由。」

## 食物來源
大部分的食物通常來自植物或是動物，儘管有些例外，例如食用菌。環境周遭的細菌或是酵母也被用來發酵或醃漬食品，像是麵包、酒、乳酪、優格。有些文化也會食用海苔、原生生物、或者藍菌類的例如螺旋藻。鹽常被用來調味或是醃漬，而小蘇打也被用在製備食物。兩者和水都是無機物，一樣都是人類重要的食物來源。

### 植物

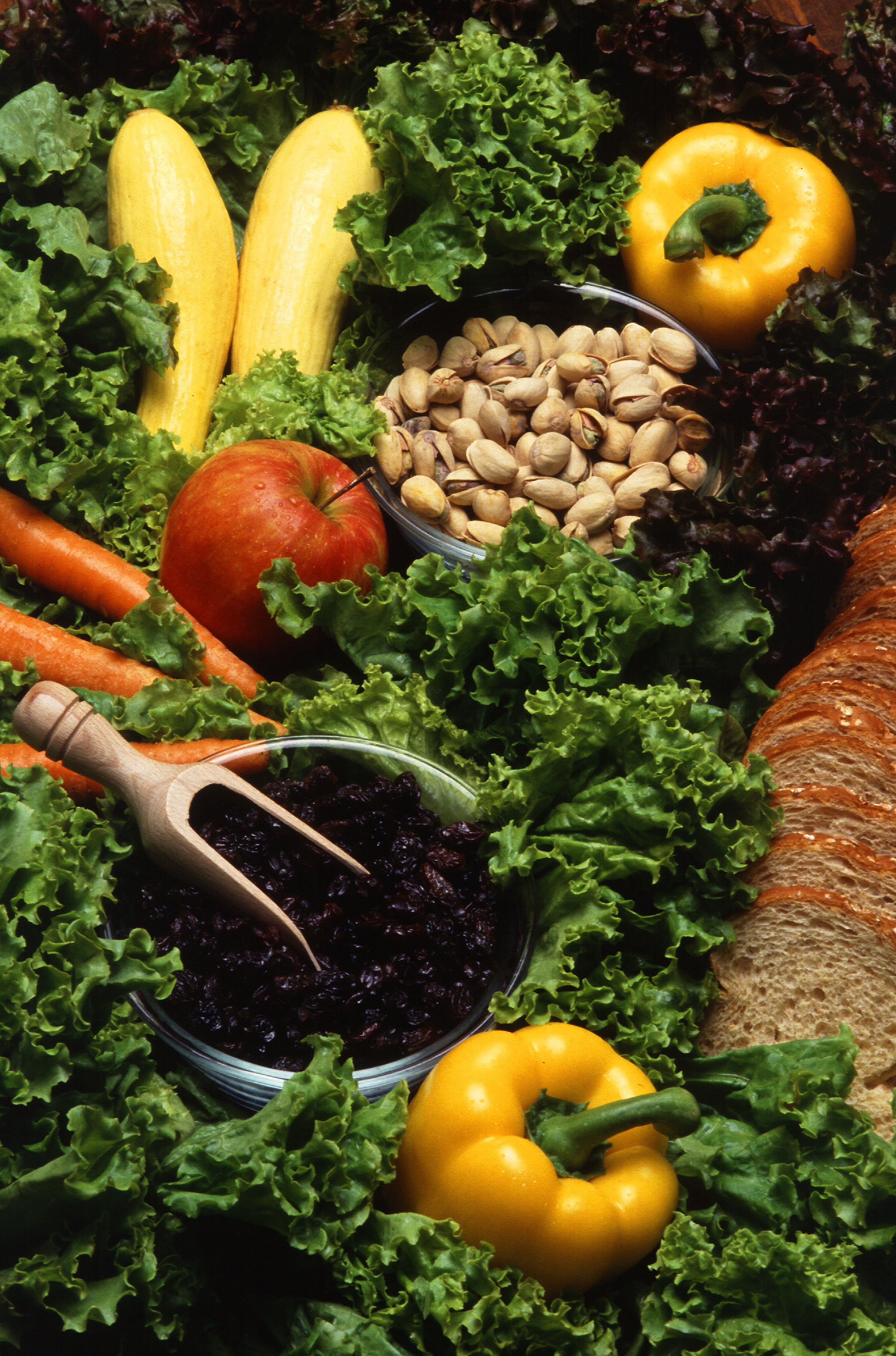
許多來自植物的食物

許多植物或是植物的部份被當作食物食用。目前大約有2000種植物被當作食物耕種，而當中還有許多的栽培植物。
種子對動物和人類而言是相當好的食物來源，因為種子含有植物生長所需的基本營養。事實上，人類大多數消費的都是以種子為基礎的食物。可食用的種子包括穀類（例如大麥、小麥和米）、莢果（例如豆類、豌豆或小扁豆）和堅果。油料種子通常用來壓榨成油，像是向日葵、油菜（包括芥花籽油）和芝麻。包括巧克力，來源於可可樹的可可豆筴，也是屬於植物種子的一類。現今多運用於製作甜點，例如巧克力蛋糕、布朗尼等。世界上最早的其中一道食譜是用鷹嘴豆做成的鷹嘴豆泥，可以追溯到古埃及時代。
一些植物的可食用果實被称作水果，多半來自花朵的子房發育而來，少數附果例外。这些果实通常含有大量水分和糖分。许多植物將水果發展成能夠吸引動物的食物來源，如此動物吃掉水果後會將種子排泄於其他地方。因此水果在許多飲食文化佔有相當重要的地位。某些果实如蕃茄、南瓜和茄子则被算作蔬菜食用。（詳請參見水果列表）
蔬菜是另一種常見的食用植物部分。蔬菜可以包括植物的各个器官，如根（如马铃薯和胡萝卜）、茎（如竹笋、芦笋等）、叶（例如菠菜和萵苣）、花（例如花椰菜和洋薊）、果实（如番茄、黄瓜）和种子（豆类）。香草和香料是具有豐富風味的蔬菜。

### 動物

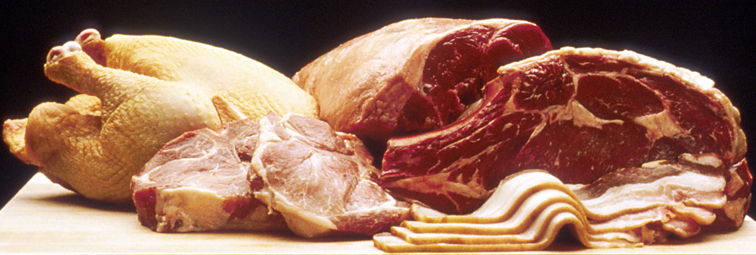
肉類食物

可以直接食用的動物或其製品稱為葷食，其中的動物肌肉或器官稱爲肉類。乳汁是哺乳動物生產的一種食物，在許多文化中可直接飲用或者加工成乳酪、奶油等乳製品。鳥類等動物會下蛋，也可食用。蜜蜂會生產蜂蜜，一種受歡迎的甜味劑。有些地方食用動物的血液，例如做成米血糕，或者加在麝貓中燉湯。
有些文化及人群不吃葷食，原因可能包括文化、飲食、健康、種族、宗教或意識形態，例如漢傳佛教因禁止殺生的戒律而不允許信徒食用肉類、伊斯蘭教認為豬是不潔的動物而禁止食用豬肉製品、印度教視牛為神使而不許吃牛肉等。素食主義者不吃肉食，但對於蛋奶類或其他動物製品則可能有不同態度。純素食主義者不食用任何原材料來自動物的食物，包括蛋、奶類、蜂蜜及任何動物成分。

## 生產

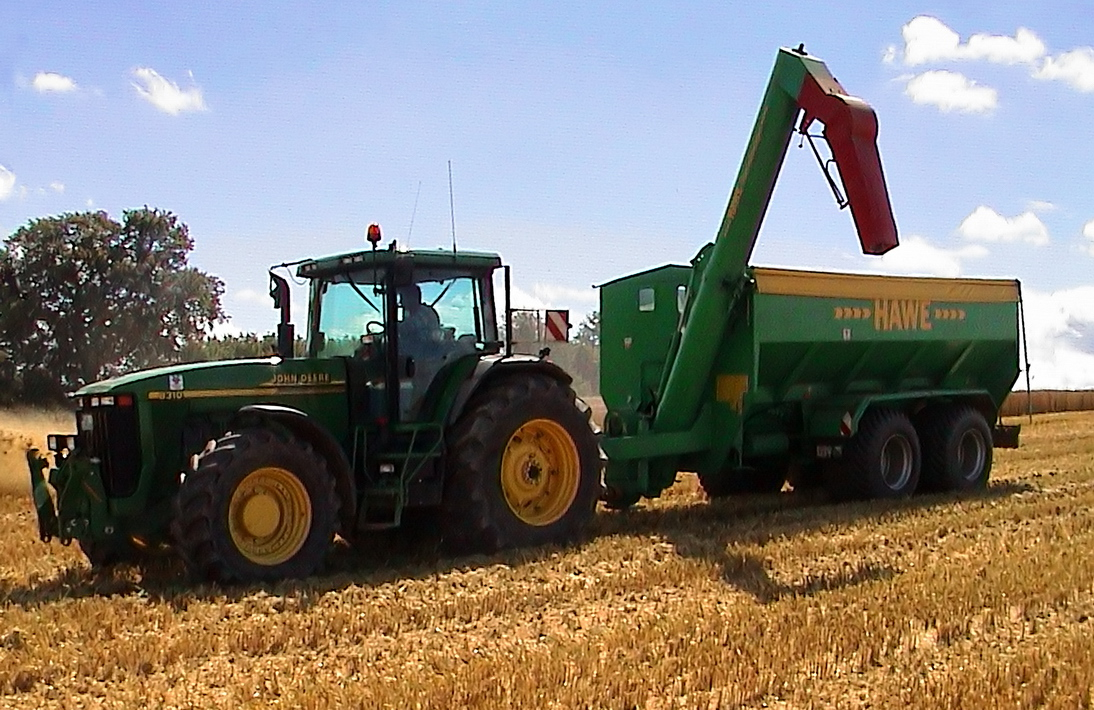
牽引機和車倉

食物通常由耕種、畜牧、狩獵、釣魚等其他種適應當地環境的方式取得。由於消費者的需求、地方自足、有機農業和鼓勵生物多樣性，最近永續農業已經成為施行的趨勢。對於食物生產的影響主要來自於國際組織（例如世界貿易組織和共同農業政策）和政府的政策（或者法律）和戰爭。

## 製備
雖然有些食物可以生食，但是人们基於安全、口感或滋味的考虑會对许多食物再進行加工。最簡單的加工可能只是清洗、切割、修整或添加其他食物或材料，例如香料。更複雜一點的或許還包括攪拌、加熱或冷卻、蒸發或者和其他食物的結合。家中大部份的食物加工都在廚房中進行。有些製備是為了味覺、美感，有些是為了保存食物，而有些還包含了文化意象。餐點是在特定場合或時間所準備的食物。

### 動物屠宰

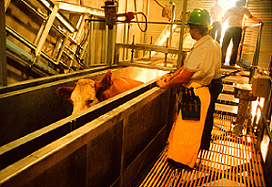
屠場中的工人和牲畜

動物來源的食物的製備通常包括屠宰、去除內臟、放血、分裝和提煉。在已發展國家，通常會在住家以外的屠宰場中進行大規模的牲畜處理以生產肉類。許多國家用法律規範他們的屠宰場。例如美國在1958年設立的人性屠宰法，要求動物在被宰殺前要先使其昏迷。但并无具体监督措施。

### 烹飪
經過烹調後的食物被稱為菜餚（粵語稱為餸、餸菜，潮语稱為鹹、咸酸），許多的文化通常都有各式各樣獨特的菜餚、烹飪偏好或方式，而研究文化和食物間關係的學問被稱為美食學。這也促進了文化間藉由進行食物間複雜的貿易進行經濟交流，而不只是消費。

#### 烹飪方法

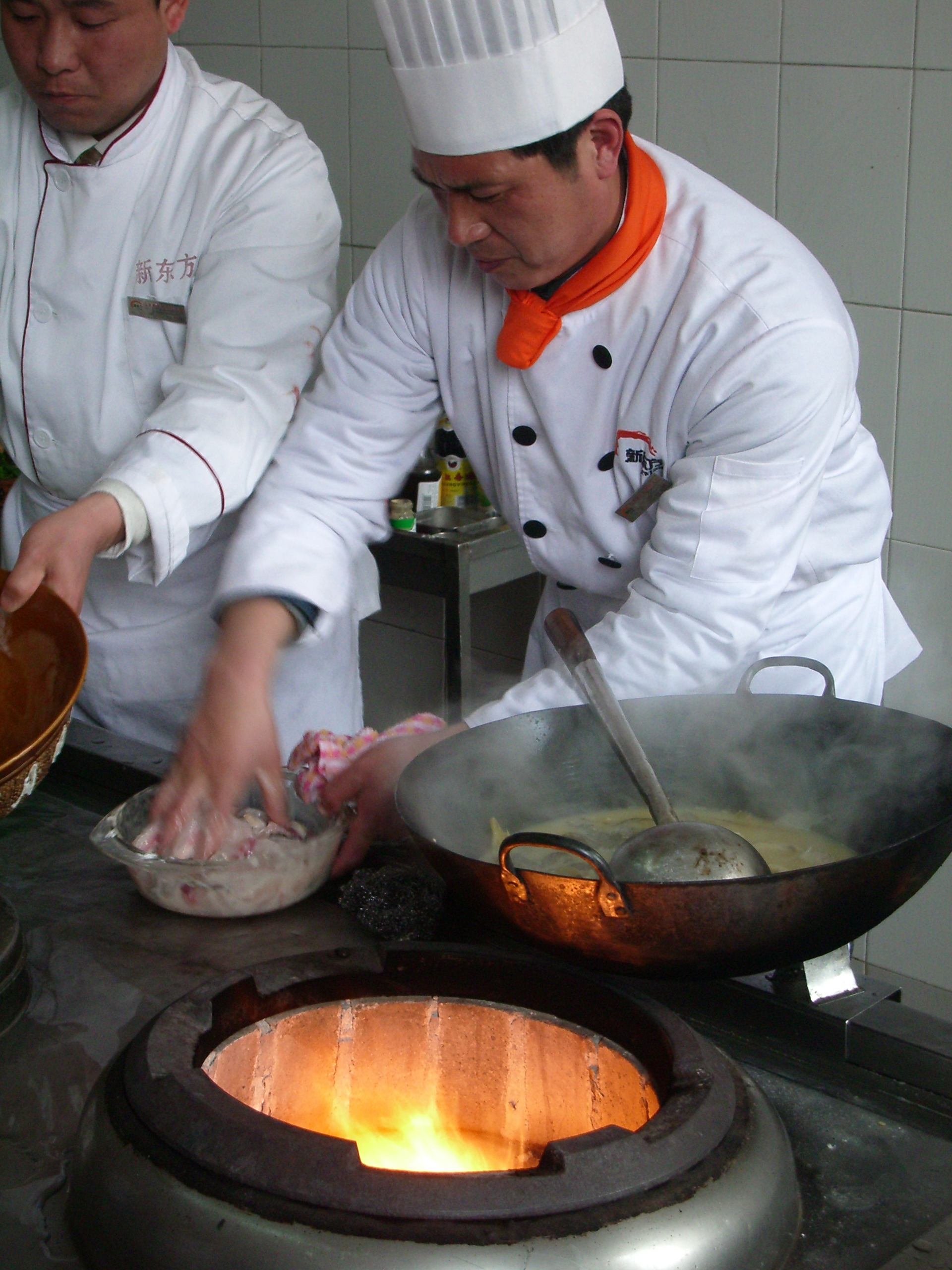
中國廚師在南京烹飪食品

“烹”在中文指“煮”，“飪”在中文指“熟”，所以從狹義上講烹飪就是將食物原料進行熱加工，而廣義上烹飪指通過加工處理食物，使食物更可口，更好看，更好聞。一个好的菜餚，色香味形俱佳，不但让人在食用时感到满足，而且能让食物的营养更容易被人体吸收。广义的烹饪包括调制熟食，也包括调制生食。烹饪是膳食的艺术，与烹调相比，烹饪是指整个烧饭做菜，而烹调只是针对单个菜肴而言。世界各地的烹饪，因为营养、美学、农业、经济、文化和宗教等因素的影响，而呈现多样性。举例来说：中国的八大菜系更是繁杂，川菜、鲁菜、粤菜、苏菜、浙菜、闽菜、湘菜、徽菜；烧、煎、炸、煮、焖……做法多不胜数。
烹饪通常需要加热，通过化学转换，更改食物的风味、质地、外观和营养。据考古考证，世界上最早的烧烤食物出现在四十二万年前。公元前3000年，人们通过用陶罐把食物加热至熟。

#### 生食
某些国家和文化比较注重动物食物和蔬菜食物处于自然状态。沙拉是一种由多种生蔬菜和水果组成的西式菜肴。日本生鱼片是一种以生的鱼肉为主料，通常和寿司还有其他海鲜组合在一起吃的食品。鞑靼牛肉和鞑靼三文鱼是分别是用未加热的牛肉丁和三文鱼丁，混合着各种配料，配合着法式面包、糕点和薯条制成的一道生菜。在意大利，（中文譯作「義式薄片」、「生牛肉片」）是一种的在非常薄的生牛肉上淋上辣椒酱和橄榄油的菜肴。一个名叫生食主义（raw foodism）的流行保健食品运动，提倡日常饮食大部分以水果、蔬菜和谷物为主，包括脱水食物、果汁和蔬菜汁、种子和其他温度不超过118华氏度（48摄氏度）的食物。

### 餐馆

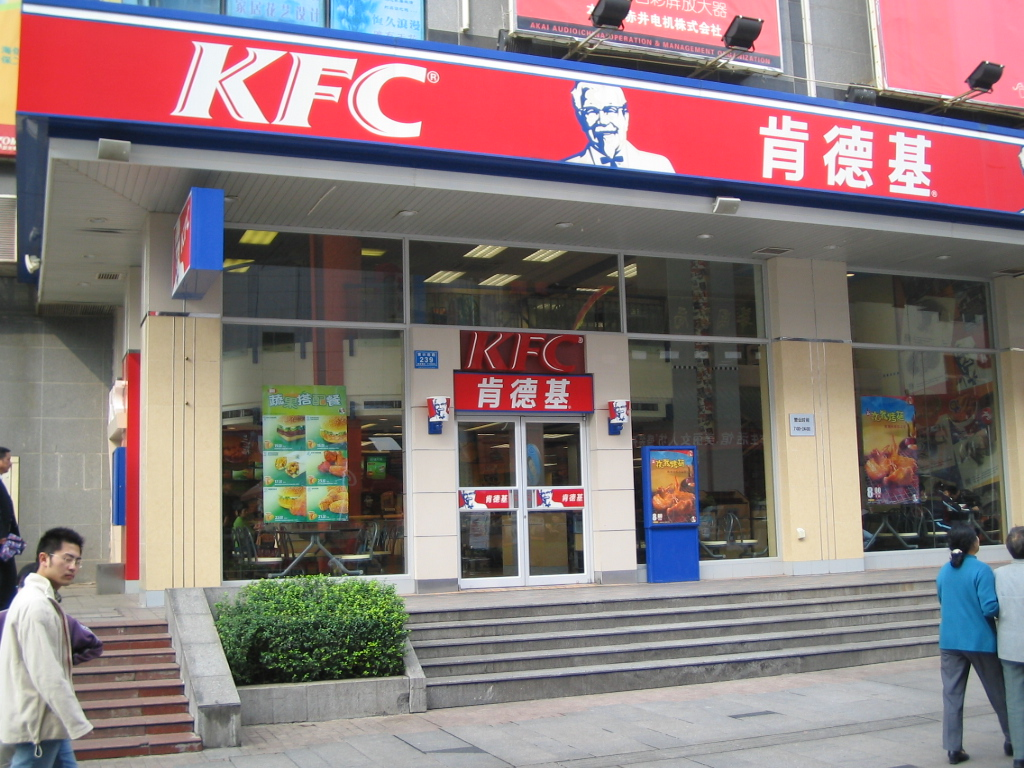
肯德基在長沙市黃興南路步行商業街開設的連鎖分店

餐馆是一个把食物卖给消费者的场所。这些餐馆往往有训练有素的厨师为客人准备食物，有训练有素的侍应服务客人。“餐馆”（restaurant）这个词源于19世纪的法国，人们曾经将它与有恢复（restorative）健康作用的肉汤联系起来。也有可能来源于法语，意思是给周游四方的人以休息。但是，也有迹象表明最早的商业食品的制作可能早在庞贝古城就已出现，以及13世纪出现在宋朝杭州的茶室和酒馆。出现在17世纪欧洲的咖啡店或小餐馆也可能被认为是早期版本的餐馆。在2005年，美国人共花费了4960亿美元在外用餐。美国人在外用餐的类型如下：40%是在餐馆接收完全服务，37.2%是接受有限的服务（快餐），6.6%是在学校食堂吃，5.4%在酒吧吃或自动售货机，4.7%在酒店或汽车宾馆吃，4.0%在娱乐场所吃，还有2.2%在其他地方吃（包括军事基地）。

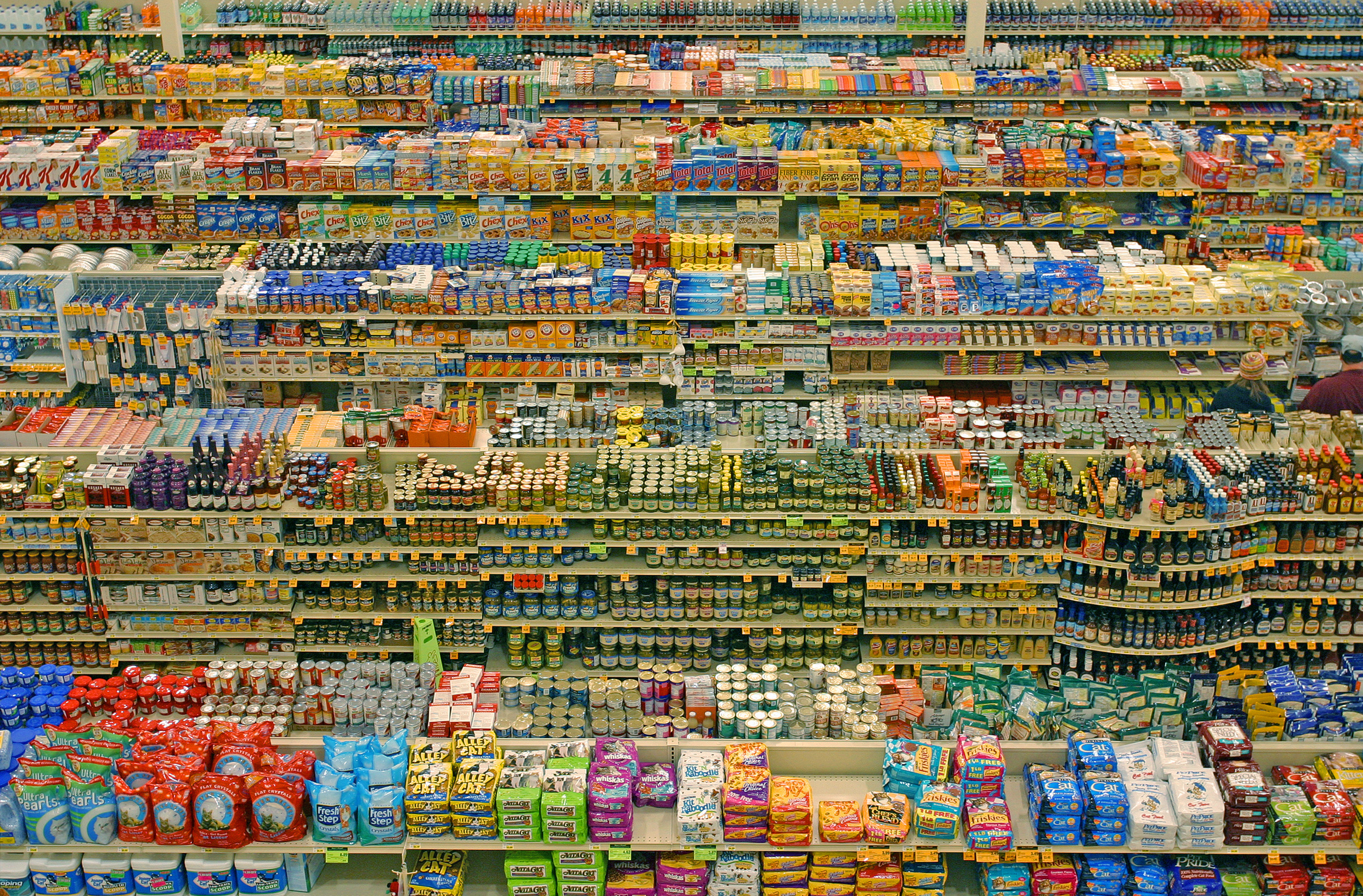
波特蘭的一家Fred Meyer量販食品區

## 食物和味覺
動物，尤其是人類，有五種不同的味覺：甜、酸、鹹、苦及鮮。隨著動物的演化，那些可以提供最多能量的（如糖及脂肪）嘗起來最讓人愉快，而其他的（例如苦味）則有不好的味道。水雖然是對生命重要的物質，但沒味道。另一方面，脂肪（特別是飽和脂肪酸）吃起來感覺很濃郁，因此會讓人們更喜歡食用。
辣虽然被形容成一种味道，但研究表明，“辣味”的感觉属于一种痛觉，而并非味觉。

### 甜

蔗糖的分子結構

甜一般認為是最讓人愉悅的味道，是由一種像是葡萄糖或果糖的單糖，或是像蔗糖之類的雙糖產生。複雜的醣類（碳水化合物）有長鏈，因此沒有甜味。像是糖精等物質則是模仿糖的分子結構，有甜味的感受，但又沒有糖量。其他的糖包括紅糖，因為沒有經過精煉，其顏色為棕色或紅色。因為糖對於動物攝取能量生存非常重要，因此有令人愉悅的味道。
甜菊植物含有一種稱為甜菊醇的化合物，精煉後甜度是糖的三百倍，但對血糖的影響最小。

### 酸
酸味是由酸產生，包括酒精製品中的醋，其他酸味食物包括柑橘属果實，尤其是檸檬、萊姆及比較不酸的橙。在動物演化中酸味日益重要，因為酸味可能代表食物因細菌而酸敗不過許多食物有微酸味，可以促進食慾 。氣泡飲料，例如汽水，也是酸性的。

### 鹹

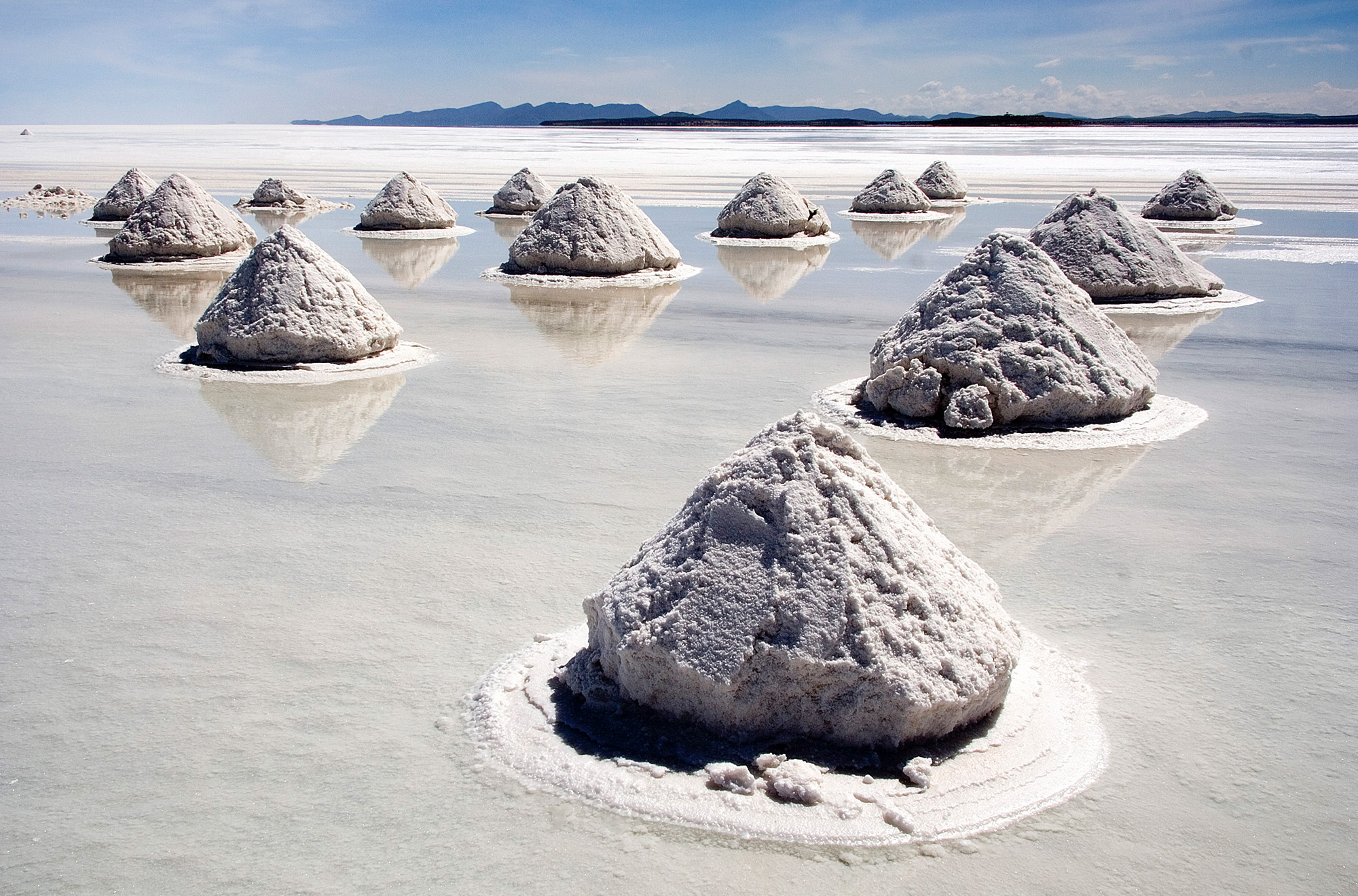
玻利維亞的鹽山

鹹是鹼金屬離子（例如鈉、鉀）的味道，在幾乎所有食物中都有低度到中度的鹹味，但吃大量的純鹽很不舒服。有許多不同種類的鹽，每一種都有不同程度的鹹味，包括海鹽、岩鹽及灰鹽等。除了增加風味外，鹹味對人體的重要性在於人體需要維持電解質的平衡。鹽可以加碘，這是對甲狀腺生長有幫助的礦物質。鹽有脫水防腐的功能，因此有些罐裝食物都會加入鹽。

### 苦
苦一般認為是令人不悅的味道，是強烈及刺激性的味道。純的巧克力、咖啡因、柠檬皮及一些果實是苦的，有些藥物，例如奎寧也是苦的。尤其是苦瓜。

### 鮮
鮮味是西方文化較少知道的味道，但在亞洲飲食有悠久的歷史。鮮味是穀氨酸的味道，尤其是味精（穀氨酸鈉）是亞洲的一種調味料。它的特点是類似肉的丰富味道，鲑鱼及蕈類的鮮味很濃。肉和其他動物製品都有鮮味。

## 商業貿易

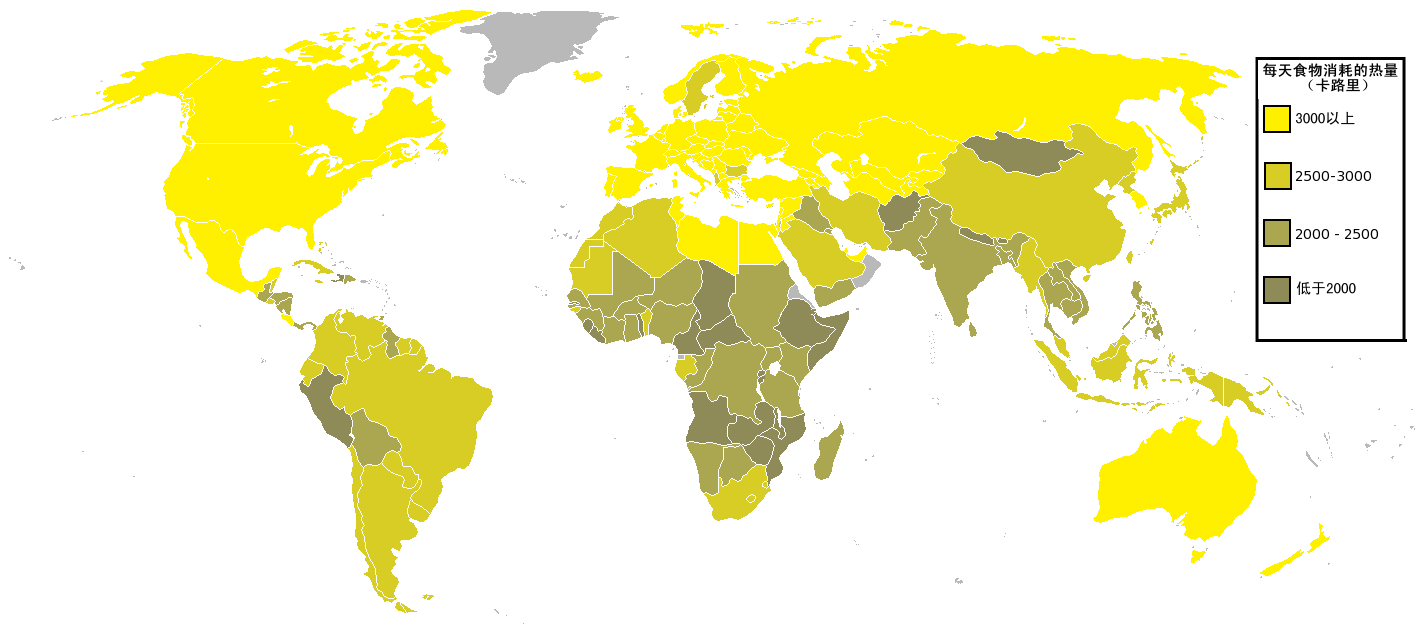
世界各国每天食物消耗的热量（卡路里）

世界銀行報導歐盟是2005年最重要的食物進口地區，其次是美國和日本。英國在第二次世界大戰期間對食物的需求特別明顯，儘管實行食物配給，英國仍然依賴食物進口，這是長期參與大西洋戰役的結果。
食品在全球範圍內進行交易和銷售。食物的種類和可用性不再受當地種植食物的多樣性或當地生長季節的限制。在1961年至1999年期間，全球糧食出口增長了百分之四十。一些國家現在在經濟上依賴食物出口，在某些情況下，這些出口占所有出口的80％以上。
1994年，在貿易自由化戲劇性增長的情況下，有100多個國家成為“關稅暨貿易總協定”烏拉圭回合的簽署國。這包括在世貿組織在執行農業補貼、關稅、進口配額和解決不能雙邊解決的貿易爭端的基礎上，減少向農民支付的補貼。在有爭議的公共衛生和安全理由的基礎上提出貿易壁壘的情況下，世貿組織將爭端提交國際食品法典委員會，該委員會由聯合國糧食及農業組織和世界衛生組織於1962年成立。貿易自由化極大地影響了世界糧食貿易。

## 食物分類
- 基本食物
- 營養強化食物
- 速食
- 功能性食物
- 天然食物
- 有機食物
- 精製食物
- 加工食物
- 主食
- 垃圾食品
- 慢食運動
- 潔淨飲食

### 引用
1. ↑  .   [2014-12-01]. （原始内容存档于2015-05-04）. （页面存档备份，存于）
2. ↑  McGee, 333-334.
3. ↑  McGee ,253.
4. ↑  McGee, Chapter 9.
5. ↑  McGee, Chapter 7.
6. ↑  McGee, Chapter 6.
7. ↑  Davidson, 81-82.
8. ↑  Mason
9. ↑  Messer, 53-91.
10. ↑  Mead, 11-19
11. ↑  .   [2017-02-04]. （原始内容存档于2021-05-20）. （页面存档备份，存于）
12. ↑  Mead, 11-19.
13. ↑  McGee
14. ↑  Campbell, 312.
15. ↑  McGee, 784.
16. ↑  Davidson, 660-661.
17. ↑  United States Department of Agriculture
18. ↑  [[edicalnewstoday.com/articles/28063.php Evolution of taste receptor may have shaped human sensitivity to toxic compounds 的存檔，存档日期2015-03-13.
19. ↑  . The Times Of India. 2004-04-03  [2014-12-01]. （原始内容存档于2015-12-30）. （页面存档备份，存于）
20. 1 2  New Oxford American Dictionary
21. ↑  300倍的甜度是來自subjective evaluations by a panel of test subjects 的存檔，存档日期2009-01-23.嚐了許多的稀释品，和標準的稀释糖相比對。本條目參考的資料提出甜菊糖甙甜度是糖的250倍，但包括像SweetLeaf等甜菊糖甙品牌，聲稱其甜味是三百倍，1/3至1/2茶匙(1.6–2.5 ml)的甜菊糖甙粉末甜度和一杯（237 ml）糖相當
22. ↑  States "having an acid taste like lemon or vinegar: she sampled the wine and found it was sour. (of food, esp. milk) spoiled because of fermentation." New Oxford American Dictionary
23. ↑  .   [2014-12-01]. （原始内容存档于2015-05-13）. （页面存档备份，存于）
24. ↑  The Economic Research Service of the USDA
25. ↑  Regmi
26. ↑  CIA World Factbook
27. ↑  World Trade Organization, The Uruguay Round
28. ↑  Van den Bossche

### 书籍
- Campbell, Bernard Grant. Human Evolution: An Introduction to Man's Adaptations. Aldine Transaction: 1998. ISBN 0-202-02042-8.
- Davidson, Alan. The Oxford Companion to Food. 2nd ed. UK: Oxford University Press, 2006.
- Mason, John. Sustainable Agriculture. Landlinks Press: 2003. ISBN 0-643-06876-7.
- McGee, Harold. On Food and Cooking: The Science and Lore of the Kitchen. New York: Simon and Schuster, 2004. ISBN 0-684-80001-2.
- Mead, Margaret. The Changing Significance of Food. In Carole Counihan and Penny Van Esterik (Ed.), Food and Culture: A Reader. UK: Routledge, 1997. ISBN 0-415-91710-7.
- Messer, Ellen; Derose, Laurie Fields and Sara Millman. Who's Hungry? and How Do We Know?: Food Shortage, Poverty, and Deprivation. United Nations University Press, 1998. ISBN 92-808-0985-7.
- United States Department of Agriculture, USDA Economic Research Service: The Economics of Food, Farming, Natural Resources, and Rural America. Briefing Rooms, Food CPI, Prices and Expenditures: Food Expenditure Tables. Retrieved from https://web.archive.org/web/20141216091002/http://www.ers.usda.gov/briefing/CPIFoodAndExpenditures/Data/ on 2007-06-06.